# 布伦 (巴伐利亚州)
布伦是德国巴伐利亚州的一个市镇。总面积12.95平方公里，总人口1436人，其中男性741人，女性695人（2011年12月31日），人口密度111人/平方公里。